# Cennet'in Gözyaşları
Cennet'in Gözyaşları (en español: Lágrimas del cielo) es una serie de televisión turca de 2017 producida por Süreç Film y emitida por ATV, basada en el drama coreano titulado Tears of Heaven.

## Trama
Cennet fue abandonada por su madre cuando apenas era una bebé, por lo que fue criada por su abuela. Años después, Cennet ha trabajado duro para ser la mejor estudiante de su clase y se ha graduado como arquitecta. Después de la graduación, Arzu Soyer, la madre de su compañera de escuela Melisa, le ofrece a Cennet un trabajo ideal en su exitosa empresa. En ese lugar conocerá a Selim, quien la reconocerá como su amiga de la infancia que había olvidado hacía mucho tiempo.

## Reparto
- Berk Atan como Selim Arısoy.
- Almila Ada como Cennet Yılmaz Arısoy.
- Esra Ronabar como Arzu Soyer.
- Devrim Saltoğlu como Kaya Demiroz.
- Yusuf Akgün como Orhan Soyer.
- Zehra Yılmaz como Melisa Soyer.
- Şencan Güleryüz como Cengiz Arısoy.
- Hazım Körmükçü como Mahir Soyer.
- Ebru Nil Aydın como Sema Soyer.
- Çiçek Acar como Nilgün Arısoy.
- Süeda Çil como Suna Gürsu.
- Ebru Destan como Özlem Arısoy.
- Sude Nur Yazıcı como Beste Tuna.
- Oktay Çubuk como Ömer Gürsu.
- Güler Ökten como Mukaddes Yılmaz.
- Ali İpin como Rıza Soyer.

## Emisión internacional
| País           | Título              | Cadena            | Estreno                 |
| -------------- | ------------------- | ----------------- | ----------------------- |
| Angola         | A Força do Destino  | ZAP Novelas       | 22 de agosto de 2018    |
| Mozambique     | A Força do Destino  | ZAP Novelas       | 22 de agosto de 2018    |
| Uruguay        | Cennet, todo vuelve | Canal 4           | 13 de enero de 2020     |
| Eslovaquia     | Cennet              | TV Doma           | 30 de marzo de 2020     |
| Estados Unidos | Cennet              | Telemundo         | 7 de abril de 2020      |
| España         | Cennet              | Nova              | 30 de noviembre de 2020 |
| México         | Cennet              | Imagen Televisión | 31 de agosto de 2020    |
| Panamá         | Cennet              | Telemetro         | 11 de enero de 2021     |